# Irenina trematis
Irenina trematis är en svampart som först beskrevs av Speg., och fick sitt nu gällande namn av Frank Lincoln Stevens 1927. Irenina trematis ingår i släktet Irenina och familjen Meliolaceae.   Inga underarter finns listade i Catalogue of Life.